# Ладыгино (Калининградская область)
Ладыгино (нем. Korschenruh) — посёлок в Ладушкинском районе Калининградской области.

## География
Посёлок Ладыгино расположен на берегу Калининградского залива, примерно в четырёх километрах к северо-востоку от Ладушкина и в трёх километрах юго-западу от Ушаково недалеко от автодороги № 194 (бывшего шоссе №1 Германской империи, сегодня Европейский маршрут №28). Ближайшая железнодорожная станция Ладушкин находится на железнодорожной линии Мамоново — Калининград (бывшая прусская Восточная железная дорога).

## История
В 19 веке деревня называлась Коршенру (нем. Korschenruh), являлась частью имения Людвигсорт (нем. Ludwigsort). Владелец, некто Дуглас, занимался овцеводством.
В 1896 году трейдер крупного рогатого скота Юлий Степутат из Бранденбурга выкупил эти места. В 1912 году он продал 110-акров земли, которые затем в 1938 году купил Эрих Виндзус.
25 мая 1930 года Восточно-Прусская авиационная ассоциация создала здесь аэродром и открыла курсы планеризма.
До 1945 года деревня входила в район Хайлигенбайля в административном округе Кёнигсберг провинции Восточная Пруссия. 
По итогам Второй Мировой войны северная часть Восточной Пруссии (ныне Калининградская область) была передана в состав СССР, в том числе деревня Коршенру. В 1950 году населённый пункт получил название Ладыгино.

## Население
| 2002 | 2010 |
| ---- | ---- |
| 12   | ↗29  |